# Бачинский, Николай Михайлович
Николай Михайлович Бачинский (7 декабря 1896, Новозыбков, Черниговская губерния — 6 апреля 1965, Москва) — советский архитектор-реставратор и историк искусств. Специалист по архитектуре Средней Азии. Доктор искусствоведения (1950).

## Биография
Николай Бачинский одился 7 декабря 1896 года в городе Новозыбкове (ныне Брянская область) в семье железнодорожного служащего. В 1905—1912 годах учился в Новозыбковском реальном училище. В 1911 году умер отец, и Николай стал зарабатывать уроками. В 1914 году, после начала Первой мировой войны, был призван в армию. Служил на фронте в звании ефрейтора. В 1915 году получил ранение и попал в немецкий плен. В 1918 году был освобождён и выслан в Берлин. Там Н. М. Бачинский в 1919 году поступил на архитектурно-строительный факультет Шарлоттенбургского высшего технического училища. Учился на архитектора, но в 1922 году ушёл с 3-го курса. Параллельно с 1920 года учился на философском факультете Берлинского университета на историка искусств, но в 1923 году ушёл с 3-го курса.
Из Германии Н. М. Бачинский вернулся в СССР в 1924 году. Работал в исполкоме родного города, в отделе народного образования. В 1927 году поступил на работу в Ленинградские Государственные реставрационные мастерские (ЛГРМ). Принимал участие в экспедициях в Среднюю Азию. В 1927—1928 годах занимался реставрацией башни Бурана, минарета IX—XI веков. В 1928 был командирован в город Туркестан для проведения ремонтных работ на мавзолее Ходжи Ахмеда Ясави. С 1929 по 1933 год занимался реставрацией памятников архитектуры Бухары. Среди памятников, отреставрированных Н. М. Бачинским в этот период: медресе Кукельташ, медресе Мир-и Араб, медресе Абдул-Азиз-хана, медресе Мирзо Улугбека,
медресе Абдулла-хана, медресе Модари хан, мавзолей Исмаила Самани, мавзолей Сайфиддина Бохарзи, мечеть Магоки-Аттари, Дарваза Ширгарон, дворец в Ситораи-Мохи-хоса, мечеть Балянд, мечеть Намазга, мечеть Калян, Так-и-Саррафан, медресе Гаукушан. В этот же период по заказам местной администрации спроектировал и построил несколько объектов: здание оперативного сектора ОГПУ в Бухаре, швейную фабрику Народного комиссариата лёгкой промышленности в Сталинабаде, шелкоткацкую фабрику и завод консервирования фруктов и плодов в Бухаре. В 1930—1934 годах был доцентом Бухарского рабочего университета.
В 1933 году уволился из Бухарской комиссии по делам старины по собственному желанию «ввиду обострившейся малярии» и вернулся в Ленинград. С 1934 года работал сотрудником Института исторической технологии ГАИМК. Параллельно с 1934 по 1935 год посещал Школу высшего архитектурного мастерства при Всероссийской академии художеств по направлению реставрации и охраны архитектурных памятников (не окончил). В 1936 году за большой вклад в изучение и сохранение памятников архитектуры Средней Азии Н. М. Бачинский получил степень кандидата наук без защиты диссертации. В 1936 году был командирован в Туркмению для проведения реставрационных работ в Анау и Мерве. В следующем году продолжил работу в Туюкмении.
В 1937 году Н. М. Бачинский был уволен из ГАИМК. По воспоминаниям учеников и коллег, он был арестован как немецкий шпион и туркменский националист. После смены руководства НКВД дело Н. М. Бачинского было пересмотрено и он был отпущен на свободу.
В послевоенные годы жил и работал в Москве. Занимался преподавательской деятельностью. Доцент МГУ с 1943 года, с 1945 года преподавал в Московском архитектурном институте. В 1950 году защитил докторскую диссертацию «Искусство старых зодчих Туркмении (материалы и приёмы старых туркменских зодчих IX—XIII вв.)».
Член Туркменского отделения Союза советских архитекторов с 1939 года.
Жил в Москве по адресу: улица Дмитрия Ульянова, 4/34. Умер 6 апреля 1965 года.

## Награды
- медаль «В память 800-летия Москвы»[8]
- медаль «За доблестный труд в Великой Отечественной войне 1941—1945 гг.»[8]

## Сочинения
- Архитектурные памятники Туркмении. Выпуск I. — Москва—Ашхабад, 1939.
- Резное дерево в архитектуре Средней Азии. — М., 1947.
- Антисейсмика в архитектурных памятниках Средней Азии. — М.—Л., 1949.